# Vetements
Vetements Group AG es una marca suiza de ropa y calzado fundada por Demna Gvasalia y Guram Gvasalia el año 2014. La marca fue diseñada por un colectivo de amigos que tenían experiencia previa en Maison Margiela, Louis Vuitton, Balenciaga, Celine y la Royal Academy of Arts de Amberes.
Defendiendo un enfoque más pragmático de la moda, Demna intenta reflejar la naturaleza realista en la vestimenta de los jóvenes. Operando desde un enfoque filosófico y metodológico de sus diseños, Demna impulsó a Vetements al estatus de clase mundial en solo tres cortas temporadas. Los proveedores de lujo que almacenan la colección incluyen SSENSE, Net-A-Porter, Browns Fashion y Matchesfashion.
En 2019, su fundador Demna Gvasalia anunció que abandonaría la marca. Guram Gvasalia asumió como el nuevo director creativo.

## Desfiles
La primera colección de Vetements se presentó en una galería durante la temporada AW14-15 en París, Francia. El primer desfile de la segunda colección de Vetements fue para la temporada SS15 y se presentó en el Espace Pierre Cardin de París.
La tercera colección, AW15-16, se mostró nuevamente durante la Semana de la Moda de París, en Le Dépot, un sex club en París. El show SS16 tuvo lugar el 1 de octubre de 2015 en el restaurante Le Président en el barrio de Belleville en París, Francia. El desfile AW16-17 tuvo lugar en la Catedral Americana de París en la famosa Avenida George-V de París.
Para la temporada SS17, Vetements fue invitado a desfilar en la primera noche de la Semana de la Moda de Alta costura de París, durante el horario de atención en los famosos grandes almacenes franceses, Galeries Lafayette Haussmann, debajo de su famosa cúpula. Vetements trabajó con 17 marcas tradicionales diferentes, incluidas Brioni y Juicy Couture, para presentar una pasarela llena de colaboraciones variadas, cada una de las cuales representaba el dominio de sus mercados individuales.
La exhibición AW17-18 tuvo lugar en el Centro Georges Pompidou, el museo de arte moderno más grande de Europa, el 24 de enero de 2017. La colección SS18 se lanzó con un evento NO SHOW, que consistió en un concierto y una exhibición de fotografías tomadas por Demna Gvasalia de la nueva colección en Zúrich, Suiza, donde se había mudado recientemente su sede.
Para su colección AW18-19, Vetements volvió a la pasarela, esta vez fuera del calendario oficial, desfilando fuera de París en los mercados de antigüedades de Marché Paul Bert Serpette en Saint-Ouen, Francia.
La colección SS19 de la marca, su décima colección, reflexionó profundamente sobre la crianza de Gvasalia y su eventual salida de la Georgia devastada por la guerra. Tuvo lugar en París el 1 de julio de 2018, debajo del Bulevar Periférico de París. Muchos modelos de reparto callejero volaron desde Georgia para el espectáculo.

## Colaboraciones
Vetements es bien conocido por sus colaboraciones con una variedad de marcas especializadas y de moda.
El espectáculo SS17 mostró en particular 17 colaboraciones con diversas marcas tradicionales: Alpha Industries, Brioni, Canada Goose, Carhartt Work in Progress, CDG SHIRT, Champion, Church's, Dr. Martens, Eastpak, Hanes, Juicy Couture, Levi's, Lucchese, Mackintosh, Manolo Blahnik, Reebok, Schott NYC y Umbro.
A partir de colaboraciones con Reebok en 2017, presentaron un nuevo calzado denominado "Reebok Pump Genetically Modified". Vetements y Reebok también colaboraron en los calcetines altos para correr VETEMENTS x Reebok. Vetements también ha trabajado con DHL desde 2016, y Levi's, además de una ventana emergente especial de DHL x VETEMENTS de la colección que se agotó en los camiones de entrega de DHL en Causeway Bay, Hong Kong, en 2017. Vetements también colaboró con IKEA, que finalmente no se puso en producción.
Para su Show SS19, Vetements colaboró con la marca de gafas Oakley.